# Малая Александровка (Херсонская область)
Ма́лая Алекса́ндровка (укр. Мала Олександрівка) — село в Великоалександровской поселковой общине Бериславского района Херсонской области Украины.
Почтовый индекс — 74105. Телефонный код — 5532. Код КОАТУУ — 6520982501.
В селе родился Герой Советского Союза Иван Красник.

## Население
Население по переписи 2001 года составляло 1725 человек.

### Языковой состав
Родной язык населения по данным переписи 2001 года:
| Язык       | Численность, чел. | Доля     |
| ---------- | ----------------- | -------- |
| Украинский | 1 642             | 95,19 %  |
| Русский    | 75                | 4,35 %   |
| Другое     | 8                 | 0,46 %   |
| Итого      | 1 725             | 100,00 % |

## Местный совет
74105, Херсонская обл., Великоалександровский р-н, с. Малая Александровка, ул. Ленина, 83